# Lemur (geslacht)
Lemur is een monotypisch geslacht uit de familie van de maki's (Lemuridae). De wetenschappelijke naam werd in 1758 gepubliceerd door Carl Linnaeus in de tiende editie van Systema naturae. De ringstaartmaki (Lemur catta) is de enige soort in het geslacht.

## Taxonomie
Vroeger werden meer soorten tot dit geslacht gerekend, maar die zijn inmiddels ondergebracht in andere geslachten, zoals Eulemur. De vorkstreepmaki's werden ook tot het geslacht Lemur gerekend, maar worden sinds de jaren 90 van de 20e eeuw in het nieuwe geslacht Phaner in de familie dwergmaki's (Cheirogaleidae) geplaatst.
Er wordt 1 soort tot dit geslacht gerekend:
- Geslacht: Lemur (1 soort)
  -  Soort: Lemur catta – Ringstaartmaki